# Raotići
Raotići su naseljeno mjesto u općini Konjic, Federacija Bosne i Hercegovine, BiH.
Nalazi se sjeverno od Konjica.

## Stanovništvo

### 1991.
Nacionalni sastav stanovništva 1991. godine, bio je sljedeći:
ukupno: 104
- Muslimani – 90
- Hrvati – 14

### 2013.
Nacionalni sastav stanovništva 2013. godine, bio je sljedeći:
ukupno: 52
- Bošnjaci – 52

## Vanjske poveznice
- Satelitska snimka[neaktivna poveznica]